# Утида, Юма
Юма Утида (яп. 内田 雄馬 Утида Ю:ма, род. 21 сентября 1992 года, Токио) — японский сэйю и певец. Работает в агентстве I’m Enterprise. На одиннадцатой церемонии Seiyu Awards 2017 года удостоился награды в категории «Лучший начинающий актёр». В 2019 году он стал «Лучшим мужской актер» на 13-й церемонии награждения Seiyu Awards. Он дебютировал в качестве сольного исполнителя в мае 2018 года под лейблом King Records. Его старшая сестра — актриса озвучивания Маая Утида, которая работает в той же компании.

## Личная жизнь
1 января 2024 года он объявил о своей женитьбе на сэйю Рине Хидаке.

## Дискография
Утида выпустил свой сольный сингл «New World» в мае 2018 года под лейблом King Records, тем самым дебютировав в качестве певца. Сингл достиг 9 места в The Oricon Singles Chart и продержался там 4 недели.

## Фильмография

### Аниме-сериалы
2013
- Aikatsu! Idol Activity — курьер
- Kyoukai no Kanata — школьник (2 серия)
- Love Lab — продавец (7 серия), мальчик (11 серия), студент (13 серия)
- Makai Ouji — пекарь
- Miss Monochrome — комментатор (10 серия), клиент (10 серия), мужчина (11 серия)
- Nagi no Asukara — Хибана Асахи

2014
- Cardfight!! Vanguard — боец, художник
- Gundam Build Fighters Try — Юма Юсака
- Hitsugi no Chaika — единорог (4 серия), волшебник (5 серия), солдат (6 серия)
- Isshuukan Friends — одноклассник (2 серия)
- JoJo no Kimyou na Bouken: Stardust Crusaders — член бригады (1 серия), мужчина (11 серия)
- Kanojo ga Flag o Oraretara — школьник
- Kindaichi Shounen no Jikenbo — Такуми Тамаки
- M3: Sono Kuroki Hagane — исследователь
- Mahouka Koukou no Rettousei — ученик Первой старшей школы (серия 16), ученик (5, 8, 24 серии), ученик Третьей старшей школы (13 серия)
- Nou-Rin — студент
- Oukami Shoujo to Kuro Ouji — школьник
- Ping Pong the Animation — главный судья (5 серия), член клуба Катасэ (1-2 серии), школьник (3 серия), школьник (8 серия)
- Saikin, Imouto no Yousu ga Chotto Okashiin Da Ga. — член баскетбольной секции
- Saki: The Nationals — репортёр
- Soul Eater Not! — школьник
- Sword Art Online II — игрок
- Witchcraft Works — школьник (3 серия)
- selector infected WIXOSS — школьник

2015
- Ace of Diamond: Second Season — Косю Окумура
- Akagami no Shirayuki-hime — Кай Улкир, страж (10 серия)
- Arslan Senki — солдат (20 серия)
- Classroom Crisis — Нагиса Кирю
- Gakusen Toshi Asterisk — Эйсиро Ябуки
- Mahou Shoujo Lyrical Nanoha ViVid — Клаус Г. С. Ингвалт
- Mobile Suit Gundam: Iron-Blooded Orphans — Айн Дальтон
- Saenai Heroine no Sodatekata — Ёсихико Камиго
- Seiken Tsukai no World Break — Камэкити Маннэндо
- Shokugeki no Souma — школьник
- Sidonia no Kishi: Dai-kyuu Wakusei Seneki — рабочий (7 серия), пилот (9-10 серии)
- STARMYU — Эйго Саватари
- Uta no Prince-sama Maji Love Revolution — Эйдзи Отори (13 серия)

2016
- Akagami no Shirayuki-hime (2 сезон) — Кай Улкир, пират (16, 18-19 серии)
- Endride — Феликс
- Gakusen Toshi Asterisk (2 сезон) — Эйсиро Ябуки
- Macross Delta — Хаятэ Иммельманн
- Qualidea Code — Касуми Тигуса
- ReLIFE — Кадзуоми Ога

2017
- Star-Myu: High School Star Musical — Эйго Саватари

2019 год
- Kono Oto Tomare! Sounds of Life — Тика Кудо
- Mix: Meisei Story — Соитиро Татибана
- Ore wo Suki nano wa Omae dake ka yo — Тайё Ога

2020
- «Магическая битва» — Мэгуми Фусигуро

2021
- Boruto: Naruto Next Generations — Каваки

2022
- Bibliophile Princess — Грен Айсенах

### OVA
- Hantsu x Trash (2015) — Ёхэй Хамадзи
- Sanzoku Diary (2015) — Аки-кун
- Kekkai Sensen: Ou-sama no Restaurant no Ou-sama (2016)
- STARMYU (2016) — Эйго Саватари

### Анимационные фильмы
- KING OF PRISM by PrettyRhythm (2016) — Ю Судзуно

### Видеоигры
- Genshin Impact (2022) — Кавех

## Концерты

### Персональные концерты
- YUMA UCHIDA 1st LIVE TOUR「OVER THE HORIZON」 (2019)
- YUMA UCHIDA 1st LIVE TOUR 「OVER THE HORIZON 〜& Over〜」 (2020)

## Публикации

### Фотокниги
- Uuuuma[4] (2018)

### Видео
- Uchida Yūma no Koe Meshi 1 (『内田雄馬のこえめし』第1)[5] (2017)
- Uchida Yūma no Koe Meshi 2 (『内田雄馬のこえめし』第2)[6] (2017)